# Stoppenaalen
Stoppenaalen (nudansk: Stoppenålen) er et eventyr skrevet af H.C. Andersen. Det blev trykt i "»Gæa«, æsthetisk Aarbog. 1846, 95-98" (udkom december 1845).